# 将軍澳トンネル

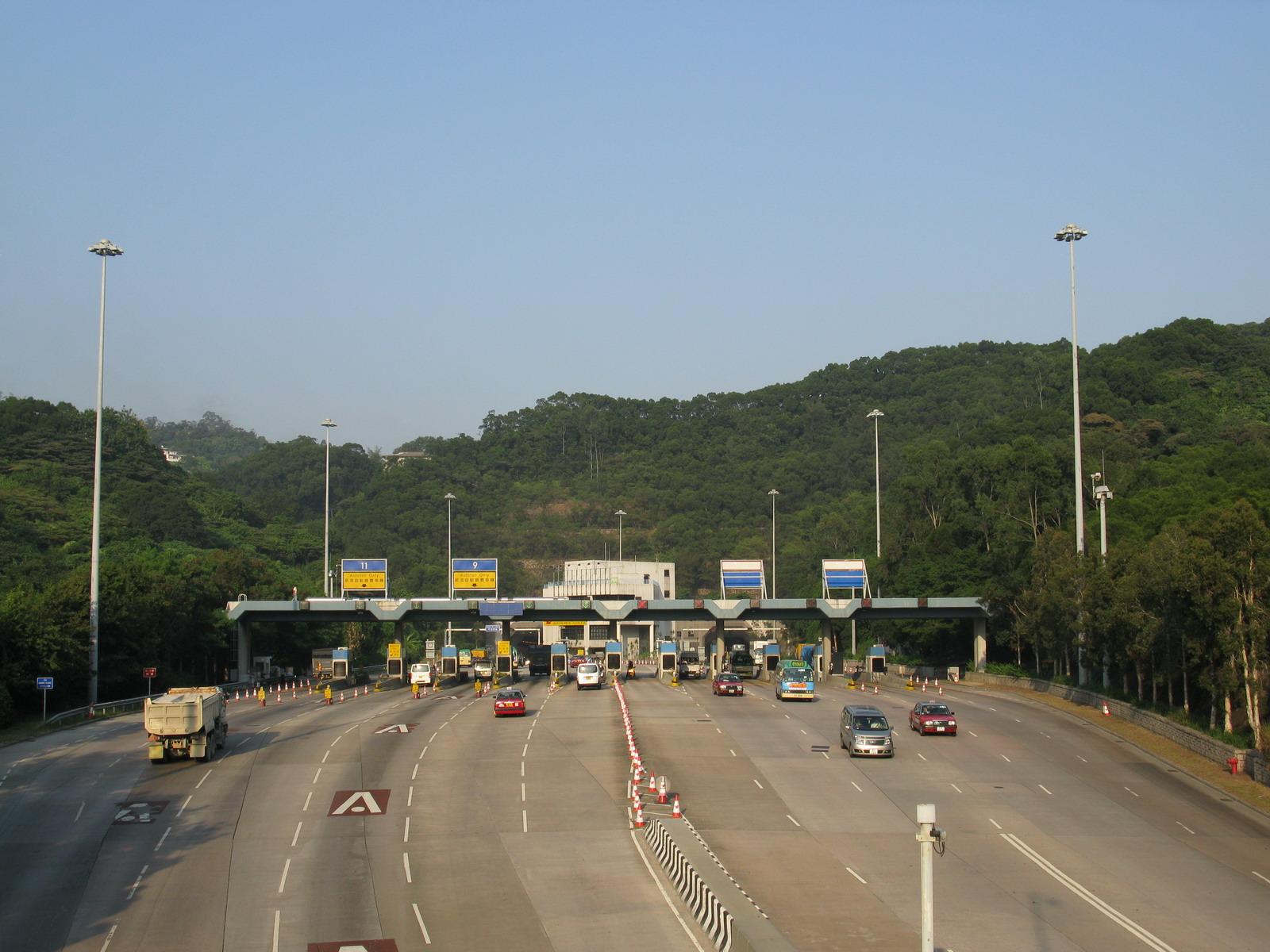
将軍澳トンネル秀茂坪側

将軍澳トンネル（しょうぐんおうトンネル、Tseung Kwan O Tunnel, 繁体字: 將軍澳隧道; 簡体字: 将军澳隧道; イェール式広東語: jeung1 gwan1 ou3 seui6 dou6）は、香港新界将軍澳宝林の馬游塘の下を通る900mのトンネルである。トンネルは1990年に開通した。九龍観塘区の秀茂坪・藍田と新界将軍澳ニュータウンを結ぶ、7号線の一部でもある。2011年には、1日80,385の自動車が利用していた。
トンネルの料金はHK$3。
このトンネルは、有料道路の九龍側にある将軍澳道と将軍澳側にある将軍澳トンネル道路を結んでいる。
トンネルの西側出入り口は、西貢区へ入る境界線にあり、有料道路は2つの行政区をまたいで走っている。
将軍澳トンネルは現在、Greater Lucky (H.K.) Company Limitedが管理している。